# Вільям Ганссон

Вільям Ганссон (швед. William Hansson) — шведський гірськолижник, медаліст чемпіонату світу. 
Срібну медаль чемпіонату світу Ганссон виборов у комадних паралельних змаганнях на світовій першості 2021 року, що проходила в італійській Кортіні-д'Ампеццо.